# Casa Senyorial de Vadakste
La Casa Senyorial de Vadakste (en letó: Vadakstes muiža ) és una mansió a la històrica regió de Semigàlia, al Municipi de Saldus de Letònia. Acabat en 1914, segons un projecte de l'arquitecte L. Reinir en estil neoclàssic. Des de 1923 allotja l'escola primària Vadakste.